# Letnie Grand Prix w kombinacji norweskiej 2012
Letnie Grand Prix w kombinacji norweskiej 2012 – piętnasta edycja LGP w historii kombinacji norweskiej. Sezon składał się z sześciu konkursów indywidualnych i jednego sprintu drużynowego. Rozpoczął się 21 lipca 2012 w Soczi, a zakończył 1 września 2012 w Oberstdorfie. Tytułu sprzed roku bronił Niemiec Johannes Rydzek. W tej edycji najlepszy okazał się Austriak Bernhard Gruber.

## Kalendarz i wyniki
| Lp | Data             | Miejscowość    | Konkurencja              | 1. miejsce                                      | 2. miejsce                              | 3. miejsce                              |
| -- | ---------------- | -------------- | ------------------------ | ----------------------------------------------- | --------------------------------------- | --------------------------------------- |
| 1. | 21 lipca 2012    | Soczi          | Gundersen HS140/10 km    | Bernhard Gruber                                 | Todd Lodwick                            | Akito Watabe                            |
| 2. | 22 lipca 2012    | Soczi          | Gundersen HS140/10 km    | Todd Lodwick                                    | Bernhard Gruber                         | Tomaž Druml                             |
| 3. | 25 sierpnia 2012 | Oberwiesenthal | Gundersen HS106/2*7,5 km | Francja II François Braud · Jason Lamy Chappuis | Austria I Tomaž Druml · Bernhard Gruber | Słowenia Gasper Berlot · Marjan Jelenko |
| 4. | 26 sierpnia 2012 | Oberwiesenthal | Gundersen HS106/10 km    | Bernhard Gruber                                 | Miroslav Dvořák                         | Gasper Berlot                           |
| 5. | 29 sierpnia 2012 | Predazzo       | Gundersen HS134/10 km    | Magnus Moan                                     | Mario Stecher                           | Bernhard Gruber                         |
| 6. | 31 sierpnia 2012 | Oberstdorf     | Gundersen HS137/10 km    | Johannes Rydzek                                 | Bernhard Gruber                         | Eric Frenzel                            |
| 7. | 1 września 2012  | Oberstdorf     | Gundersen HS137/15 km    | Johannes Rydzek                                 | Bernhard Gruber                         | Akito Watabe                            |

## Klasyfikacja końcowa
| Miejsce | Zawodnik            | Punkty |
| ------- | ------------------- | ------ |
| 1.      | Bernhard Gruber     | 565    |
| 2.      | Akito Watabe        | 269    |
| 3.      | Johannes Rydzek     | 250    |
| 4.      | Miroslav Dvořák     | 218    |
| 5.      | Jason Lamy Chappuis | 201    |
| 6.      | Eric Frenzel        | 197    |
| 7.      | Mario Stecher       | 181    |
| 8.      | Todd Lodwick        | 180    |
| 9.      | Janne Ryynänen      | 178    |
| 10.     | Tomaž Druml         | 166    |